# Irène Matiatos Facon
Irène Matiatos Facon est une artiste peintre grecque de la seconde moitié du XXe siècle vivant en France. 

## Vie privée
Irène Matiatos Facon (Ειρήνη Ματιάτου-Facon) est une artiste peintre de nationalité grecque. Elle née en 1940 à Athènes et y grandit avec ses deux frères. Par sa mère, Keraso, elle est issue de la famille des Vallianou qui étaient des marchands, banquiers et philanthropes grecs issus de Céphalonie. Elle est donc de la même famille qu'Hélène Vagliano et que Panagis Vallianou. Elle pratique l'équitation à haut niveau.  
Elle a étudié à Londres entre 1958 et 1960, puis à Paris à la Grande Chaumière l'année suivante. 
Par la suite, elle s'installe à Morainvilliers où elle vit et créée.

## Œuvres

### Son art
Son style est très personnel et évolue dans le domaine de la nouvelle figuration. Elle est inspirée par la Grèce ainsi que par l'équitation.
Ses œuvres sont notammant collectionnées par Panayotis D. Cangelaris dont : 
- Μπλε Πέταγμα (Vol bleu, 2002)
- Το Κιγκλίδωμα του Πάρκου (La balustrade du parc, 1998)

### Première exposition
Parmi les œuvres présentées lors de sa première exposition en février 1964 à l'hôtel le Hilton d'Athènes, il y avait notamment : 
- Ο δρόμος (La Rue)
- Κεφάλι αλόγου (Tête de cheval)
- Σύνθεση χρωμάτων Ι, ΙΙ και ΙΙΙ (Composition de couleurs I, II et III)[2]

### Ses autres expositions
Du 5 au 18 mai 2007, elle a exposée au CNAP. 